# Ливанский край
Ли́ванский край (латыш. Līvānu novads) — административно-территориальная единица на юго-востоке Латвии, в историко-культурной области Латгалия. Край состоит из пяти волостей и города Ливаны, который является центром края. Граничит с Аугшдаугавским, Екабпилсским и Прейльским краями. Площадь края — 621,8 км².

## История
Край был образован в 1999 году как самоуправление в составе Прейльского района из города Ливаны и двух волостей — Рожупской и Туркской. 1 июля 2009 года, по упразднении Прейльского района, в состав края были включены также Ерсикская, Рудзатская и Сутрская волости. В ходе административно-территориальной реформы Латвии 2021 года территория края не изменилась.

## Население
На 1 января 2010 года население края составляло 14 046 человек. По оценке на 1 января 2015 года, население края составляет 11 652 постоянных жителя.

### Национальный состав
Национальный состав населения края по итогам переписи населения Латвии 2011 года был распределён таким образом:
| Национальность        | Численность, чел. (2011) | %        |
| --------------------- | ------------------------ | -------- |
| Латыши                | 8536                     | 68,31 %  |
| в том числе латгальцы | 4684                     | 37,48 %  |
| Русские               | 3255                     | 26,05 %  |
| Белорусы              | 251                      | 2,01 %   |
| Поляки                | 216                      | 1,73 %   |
| Украинцы              | 121                      | 0,97 %   |
| Литовцы               | 44                       | 0,35 %   |
| Другие                | 73                       | 0,58 %   |
| всего                 | 12 496                   | 100,00 % |

## Территориальное деление
- Ерсикская волость (латыш. Jersikas pagasts)
- город Ливаны (латыш. Līvānu pilsēta)
- Рожупская волость (латыш. Rožupes pagasts)
- Рудзатская волость (латыш. Rudzātu pagasts)
- Сутрская волость (латыш. Sutru pagasts)
- Туркская волость (латыш. Turku pagasts)